# Storblommig felilja
Storblommig felilja (Prosartes smithii) är en växtart i släktet Prosartes och familjen liljeväxter. Den beskrevs först som Uvularia smithii av William Jackson Hooker 1838, och fick sitt nu gällande namn av Fredrick H. Utech, Zabta Khan Shinwari och Shoichi Kawano 1994. På svenska har den även kallats rött hundbär och storblommig älvklocka.

## Beskrivning
Arten är en flerårig, rotstocksbildande ört. Den är snarlik den vanliga feliljan, D. hookeri, men har längre blommor.

## Utbredning
I vilt tillstånd växer arten i västra Nordamerika, från sydvästra British Columbia i norr till mellersta Kalifornien i söder. Den odlas även som prydnadsväxt.